# プンタレナス州
プンタレーナス州（プンタレナスしゅう、西: Provincia de Puntarenas）は、コスタリカ西部の州。太平洋岸のほとんどをカバーする、同国最大の州である。北西から時計回りにグアナカステ州、アラフエラ州、サンホセ州、リモン州、パナマと隣接する。
州都はプンタレーナス。面積1万1266平方キロ、人口41万929人。11つの自治体（カントン）からなる。500キロ沖合の太平洋上に位置するココ島はこの州に含まれる。

## 隣接州
- グアナカステ州
- アラフエラ州
- サンホセ州
- リモン州
- ナソ・ティエル・ディ自治県
- ボカス・デル・トーロ県
- チリキ県

## 下位行政区画
州内の市（中心地）
| No | カントン名           | 中心地             | 図 |
| -- | -------------------- | ------------------ | -- |
| 1  | プンタレーナス       | プンタレーナス     |    |
| 2  | エスパルサ           | エスパルサ         |    |
| 3  | ブエノス・アイレス   | ブエノス・アイレス |    |
| 4  | モンテス・デ・オーロ | ミラマール         |    |
| 5  | オサ                 | シウダ・コルテス   |    |
| 6  | ケポス               | ケポス             |    |
| 7  | ゴルフィート         | ゴルフィート       |    |
| 8  | コト・ブルス         | サン・ビート       |    |
| 9  | パリータ             | パリータ           |    |
| 10 | コレドーレス         | シウダ・ネイリー   |    |
| 11 | ガラビート           | ハコ               |    |

## 有名な場所
- ハコ
- マヌエル・アントニオ国立公園
- モンテスマ
- モンテベルデ
- サン・ルーカス島